# Hotel Budweis
Hotel Budweis - czterogwiazdkowy hotel w centrum Czeskich Budziejowicach, położony przy ulicy Młyńskiej (Mlýnská ulice). 
Budynek dzisiejszego hotelu powstał w 1872 i pełnił funkcję młyna (Přední mlýn; pierwszy Dvorní mlýn powstał w tym miejscu już w XIV wieku), od niego też w 1875 ulica otrzymała nazwę Mühlengasse. Regulacja rzeki Malše pod koniec XIX wieku sprawiła, że do młyna dochodziło tylko jej ślepa odnoga.
Do 1926 właścicielami młyna były prywatne osoby, potem kupiło je przedsiębiorstwo Jihočeské elektrárny, ale już rok później ponownie sprzedała go poprzedniemu właścicielowi, Josefovi Havlíčkovi.
W okresie socjalizmu znajdował się tutaj skład artykułów gospodarstwa domowego. W 2002 odkryto w budynku resztki baszty i murów miejskich. Do dziś na parterze można oglądać średniowieczną studnię i pozostałości po pierwotnym młynie.
Przebudowa na hotel zaczęła się w styczniu 2009, dla gości otwarto go w październiku tego roku. Obiekt ma pięć pięter i 60 miejsc hotelowych. Na parterze znajduje się restauracja, parking oraz sale konferencyjne.